# しあわせ色の花火
『しあわせ色の花火』（しあわせいろのはなび）は、2011年8月13日にBS-TBSで放送されたテレビドラマ。第2回科学ドラマ大賞シナリオ部門大賞作品（山本むつみ選）。

## 概要
重い病気にかかった母・敬子の入院中、父・栄二の実家の花火工場に預けられた彩。祖父の歳三と昭一・雅美の伯父夫婦、従兄弟の弦太・翔太らに囲まれ、花火の世界に魅せられていくうちに、彩は母を元気づけるため、思い出の幸せの光である、ピンク色の花火を見せたいと願う。

## 出演
- 山下 彩：土岐瑞葵
- 山下弦太：白石拳大
- 山下昭一：宮川一朗太
- 山下翔太：伊敷明徳
- 山下歳三：なべおさみ
- 山下栄二：小磯勝弥
- 山下雅美：中島史恵
- 山下敬子：宮本理英
- 勝又・弟
- 姉御ぉゆりか

## スタッフ
- プロデューサー：小松理、土屋光敏、河野孝則
- 原作：竹中あい（原題「ピンクの希望」）
- 脚本：竹中あい、柏田道夫、前田和男
- 監督：前田和男
- 制作：菊池正和、半田雅也
- 美術プロデューサー：白井浩二
- 技術統括：三ヶ尻進
- 撮影：鈴木耕一
- 照明：徳永恭弘
- 音声：片岡博司
- オフライン編集：前田和男、沖本繁彦
- 編集：横山良一、三上大貴
- MA：赤川淳
- 装飾：青木賢輔
- 衣裳：山谷志穂
- ヘアメイク：大岩乃里子
- 持道具：岡彩佳
- 音響効果：引地康文、井上尚昭
- 花火協力・監修：齊木克司
- 題字・クレヨン画：山森亜沙美
- 企画・製作：独立行政法人科学技術振興機構
- 制作・著作：テレパック